# Хайдаров, Кадырджан Хайдарович
Кадырджан Хайдарович Хайдаров — советский деятель искусств, мастер резьбы по дереву. Народный художник Узбекской ССР (1963). 

## Биография
Родился в 1899 году в Коканде в семье резчика по дереву Хайдара Нажмитдинова. Обучался ремеслу, работая вместе с отцом.
Преподавал с отцом в Кокандском ремесленном училище (1919—1920 гг.), в 1923 г. работал на народнохозяйственной выставке в Москве.
В 1925-1929 гг. — преподаватель в институте имени Нариманова в Коканде, в 1929-1931 гг. руководил кружками юных резчиков в Коканде. В 1931-1933 гг. учился на рабфаке, резчик артели «Новая Руда» (1936-1954 гг.), мастер-ремонтник в Кокандском музее (1954-57 гг.).
Известен украшением колонн, табуретов, столов, комнат, ящиков, дверей, заборов, кроватей и других предметов. Создал двери Центрального выставочного зала, декорации для здания Ташкентского цирка и многие другие резные произведения, обогатив традиционные орнаменты новыми тонами.
Велика заслуга Хайдарова в сохранении и развитии национальных традиций Кокандской школы резьбы по дереву. Учениками Хайдарова являются Х. Умаров, С. Эргашев, У. Умаров, А. Абдуллаев и др.
Образцы работ Хайдарова хранятся в республиканских и зарубежных музеях и частных коллекциях.
Лауреат Государственной премии Узбекистана имени Хамзы (1970).
Умер в Коканде в 1983 году.
Имя Хайдарова присвоено Кокандскому колледжу изобразительных и прикладных искусств Академии художеств Узбекистана.

## Награды
- Орден Ленина
- Орден Октябрьской Революции